# Lista över europavägar
Detta är en lista över samtliga Europavägar. För definition på de olika vägtyperna se Europaväg.

## Översikt
I vissa fall finns nya tillägg enligt 2002 års beslut av konventionen om Europavägar. De börjar användas och nya skyltar har satts upp sedan år 2003.
Korrekt benämning för ensiffriga europavägar ska egentligen ha en nolla framför numret (t.ex. E04) men denna saknas i en del länder. I vissa länder används ett bindestreck efter bokstaven E. En ensiffrig Europaväg kan alltså numreras som E04, E-4 eller E4. I listan nedan benämns de utan nolla eller bindestreck och benämns därför som till exempel E1, E4 och E6.

### Udda nummer (nord-sydliga), E01 till E49
De går i nummerordning, lägst i väster. Undantag finns, tex. E67. De som slutar på 5 utgör referens för anslutningsvägarna, och de går oftast genom hela Europa.
| E 1 |

| E 3 |

| E 5 |

| E 7 |

| E 9 |

| E 11 |

| E 13 |

| E 15 |

| E 17 |

| E 19 |

| E 21 |

| E 23 |

| E 25 |

| E 27 |

| E 29 |

| E 31 |

| E 33 |

| E 35 |

| E 37 |

| E 39 |

| E 41 |

| E 43 |

| E 45 |

| E 47 |

| E 49 |

### Udda nummer (nord-sydliga), E51 till E99
| E 51 |

| E 53 |

| E 55 |

| E 57 |

| E 59 |

| E 61 |

| E 63 |

| E 65 |

| E 67 |

| E 69 |

| E 71 |

| E 73 |

| E 75 |

| E 77 |

| E 79 |

| E 81 |

| E 83 |

| E 85 |

| E 87 |

| E 89 |

| E 91 |

| E 95 |

| E 97 |

| E 99 |

### Udda nummer (nord-sydliga), E101 till E199
Dessa räknas som huvudeuropavägar, trots att de har tre siffror. Däremot räknas jämna nummer över 100 som anslutningsvägar.
| E 101 |

| E 105 |

| E 115 |

| E 117 |

| E 119 |

| E 121 |

| E 123 |

| E 125 |

| E 127 |

### Jämna nummer (väst-östliga), E04 till E50
De går i nummerordning, lägst i norr, undantaget E4 (som ursprungligen i detta system tillhörde E55) och delvis E6 (vars nord-sydliga sträckning har tillhört E47). Dessa varianter av E47 och E55 infördes aldrig på skyltar. E2 finns inte. 
De som slutar på 0 utgör referens för anslutningsvägarna, och de går oftast genom hela Europa.
| E 4 |

| E 6 |

| E 8 |

| E 10 |

| E 12 |

| E 14 |

| E 16 |

| E 18 |

| E 20 |

| E 22 |

| E 24 |

| E 26 |

| E 28 |

| E 30 |

| E 32 |

| E 34 |

| E 36 |

| E 38 |

| E 40 |

| E 42 |

| E 44 |

| E 46 |

| E 48 |

| E 50 |

### Jämna nummer (väst-östliga), E52 till E98
| E 52 |

| E 54 |

| E 56 |

| E 58 |

| E 60 |

| E 62 |

| E 64 |

| E 66 |

| E 68 |

| E 70 |

| E 72 |

| E 74 |

| E 76 |

| E 78 |

| E 80 |

| E 82 |

| E 84 |

| E 86 |

| E 88 |

| E 90 |

| E 92 |

| E 94 |

| E 96 |

| E 98 |

### Anslutningsvägar, E102 till E499
Numren följer systemet att den första siffran är densamma som närmsta referensvägen norr om aktuell väg och andra siffran är den samma som närmsta referensväg väster om aktuell väg. Den sista siffran är bara för att skilja på olika vägar. För nr 102-198 används endast jämna nummer.
| E 134 |

| E 136 |

| E 201 |

| E 231 |

| E 232 |

| E 233 |

| E 234 |

| E 251 |

| E 261 |

| E 262 |

| E 263 |

| E 264 |

| E 265 |

| E 271 |

| E 272 |

| E 311 |

| E 312 |

| E 313 |

| E 314 |

| E 331 |

| E 371 |

| E 372 |

| E 373 |

| E 391 |

| E 401 |

| E 402 |

| E 403 |

| E 404 |

| E 411 |

| E 420 |

| E 421 |

| E 422 |

| E 429 |

| E 441 |

| E 442 |

| E 451 |

| E 461 |

| E 462 |

| E 471 |

### Anslutningsvägar, E501 till E999
| E 501 |

| E 502 |

| E 511 |

| E 512 |

| E 531 |

| E 532 |

| E 533 |

| E 551 |

| E 552 |

| E 571 |

| E 572 |

| E 573 |

| E 574 |

| E 575 |

| E 576 |

| E 577 |

| E 578 |

| E 581 |

| E 583 |

| E 584 |

| E 591 |

| E 592 |

| E 601 |

| E 602 |

| E 603 |

| E 604 |

| E 606 |

| E 607 |

| E 611 |

| E 612 |

| E 641 |

| E 651 |

| E 652 |

| E 653 |

| E 661 |

| E 662 |

| E 671 |

| E 673 |

| E 675 |

| E 691 |

| E 692 |

| E 711 |

| E 712 |

| E 713 |

| E 714 |

| E 717 |

| E 751 |

| E 761 |

| E 762 |

| E 763 |

| E 771 |

| E 772 |

| E 773 |

| E 801 |

| E 802 |

| E 803 |

| E 804 |

| E 805 |

| E 806 |

| E 821 |

| E 840 |

| E 841 |

| E 842 |

| E 843 |

| E 844 |

| E 846 |

| E 847 |

| E 848 |

| E 851 |

| E 852 |

| E 853 |

| E 871 |

| E 881 |

| E 901 |

| E 902 |

| E 931 |

| E 932 |

| E 933 |

| E 951 |

| E 952 |

| E 961 |

| E 962 |

| E 981 |

| E 982 |

### Anslutningsvägar, E001 till E019
Dessa anslutningsvägar används öster om E105, mest i asiatiska länder i f.d Sovjetunionen.
| E 001 |

| E 002 |

| E 003 |

| E 004 |

| E 005 |

| E 006 |

| E 007 |

| E 008 |

| E 009 |

| E 010 |

| E 011 |

| E 012 |

| E 013 |

| E 014 |

| E 015 |

| E 016 |

| E 017 |

| E 018 |

| E 019 |

## Kartor

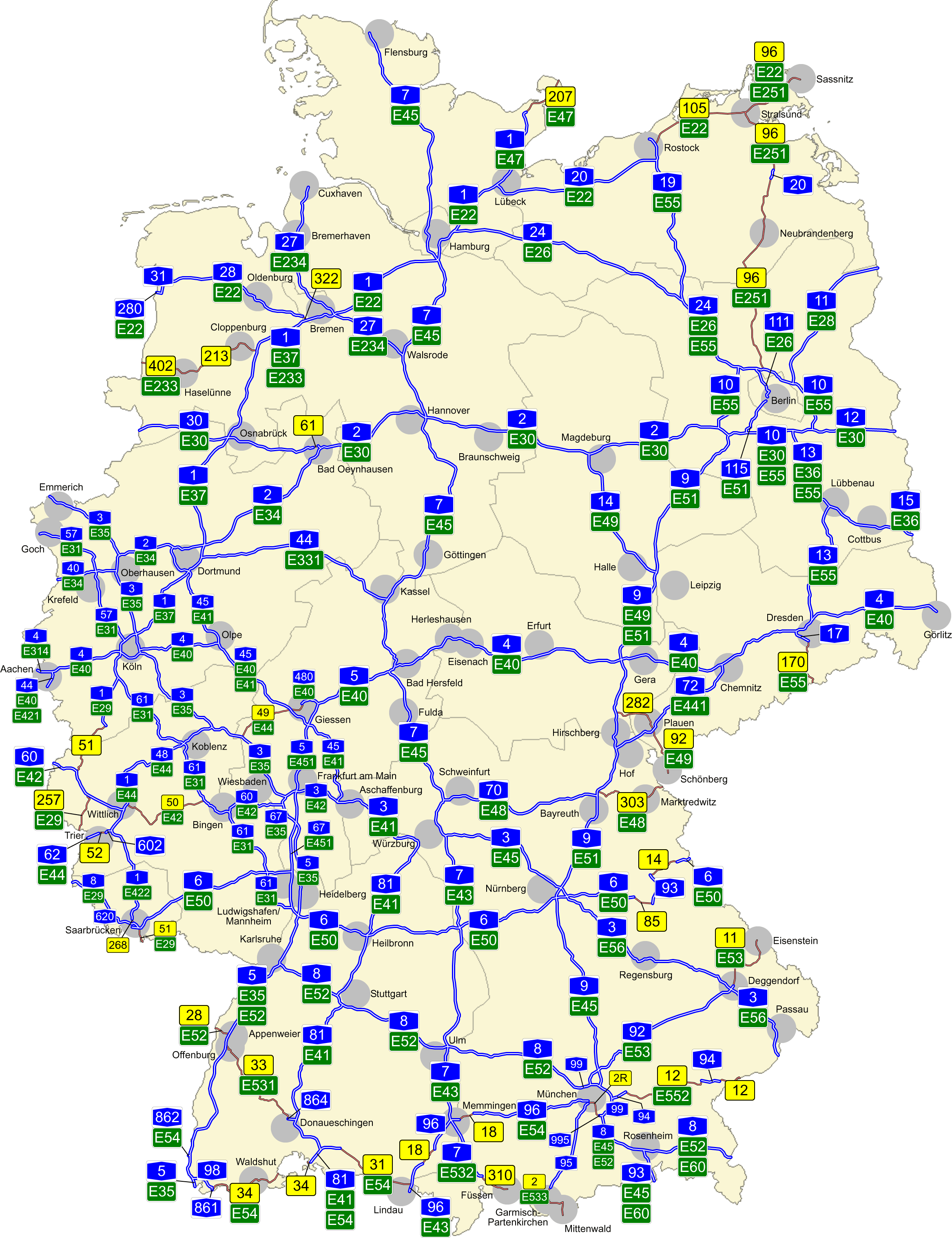
Europavägar i Tyskland.
Europavägar i Polen.
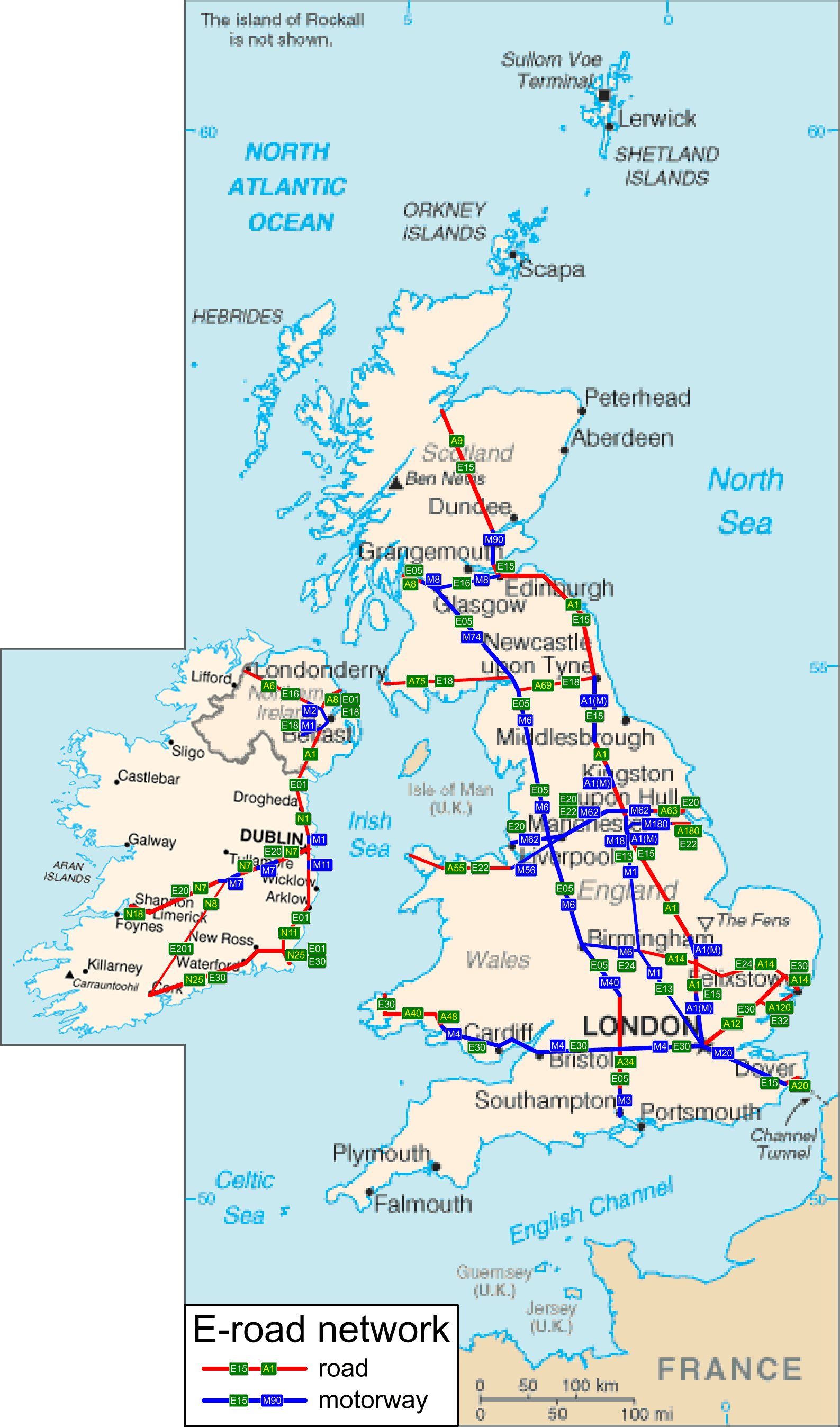
Europavägar i Storbritannien och Irland (de är inte skyltade).
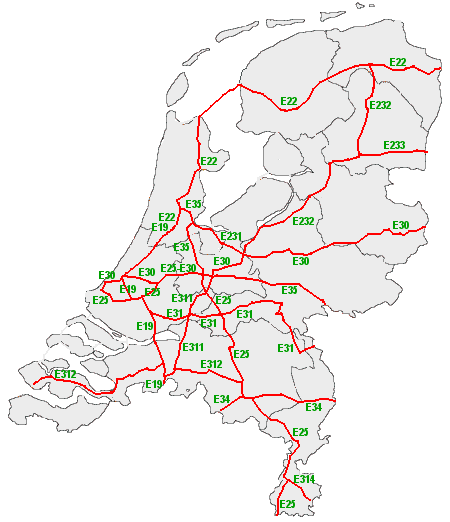
Europavägar i Nederländerna.
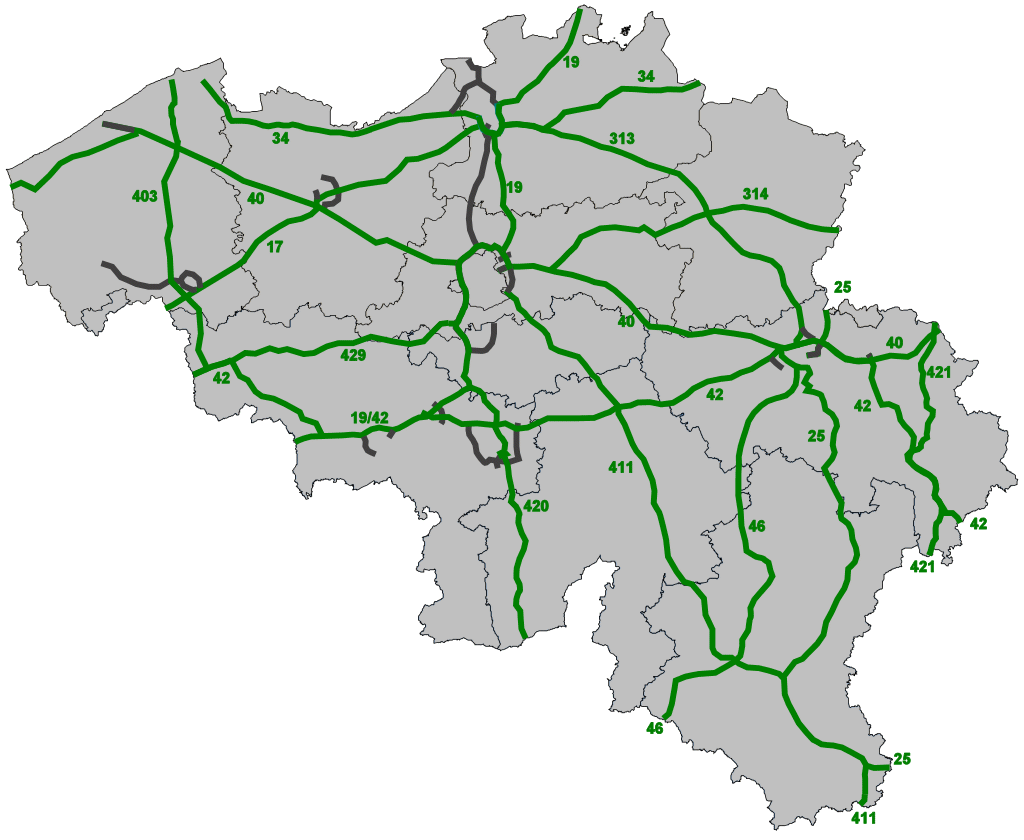
Europavägar i Belgien.
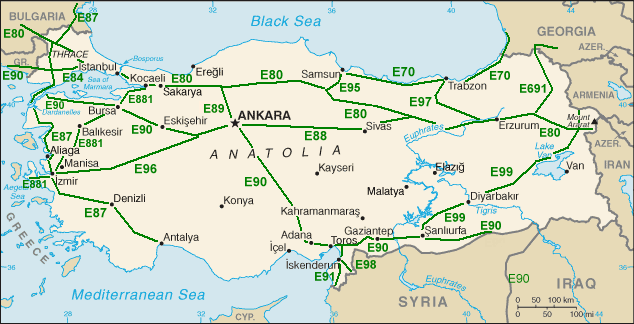
Europavägar i Turkiet.
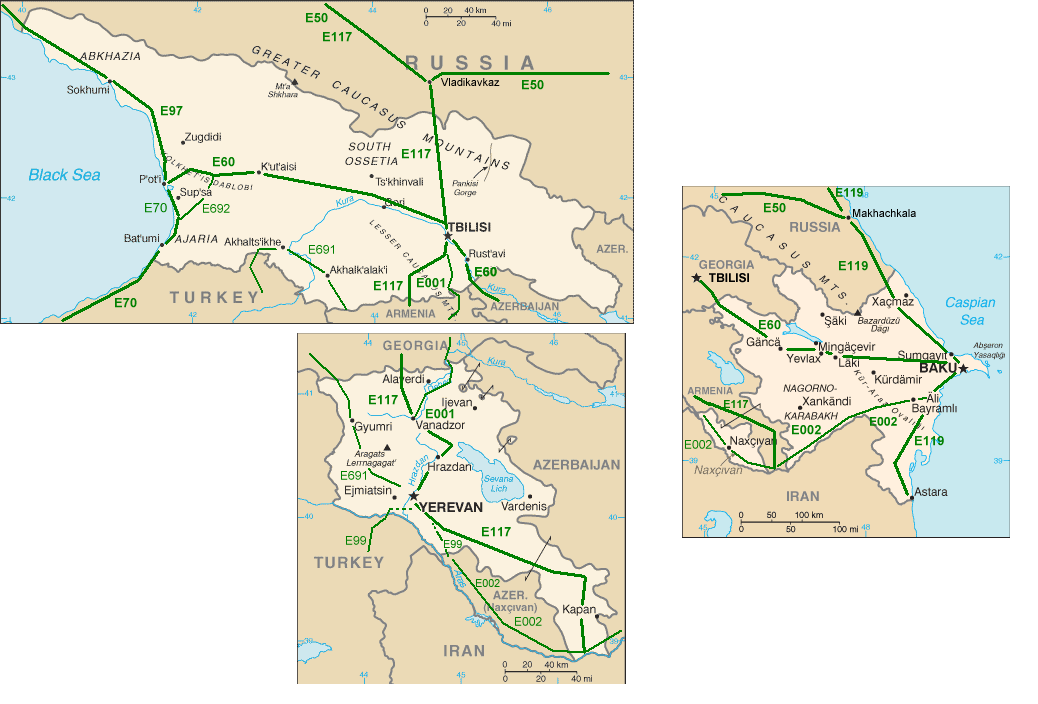
Europavägar i Georgien, Armenien och Azerbajdzjan.